# Pfarrkirche Schwertberg

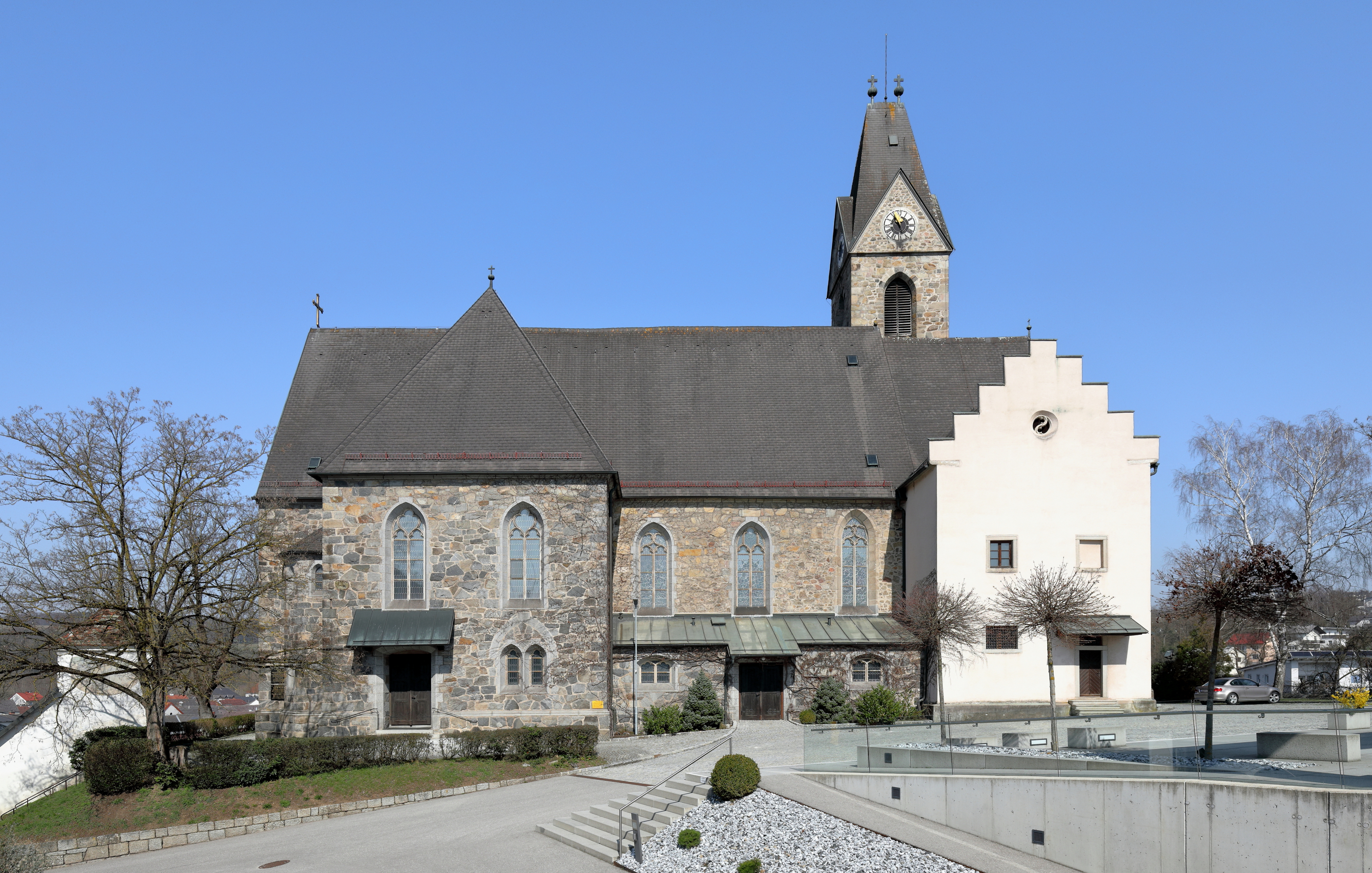
Pfarrkirche hll. Philippus und Jakobus

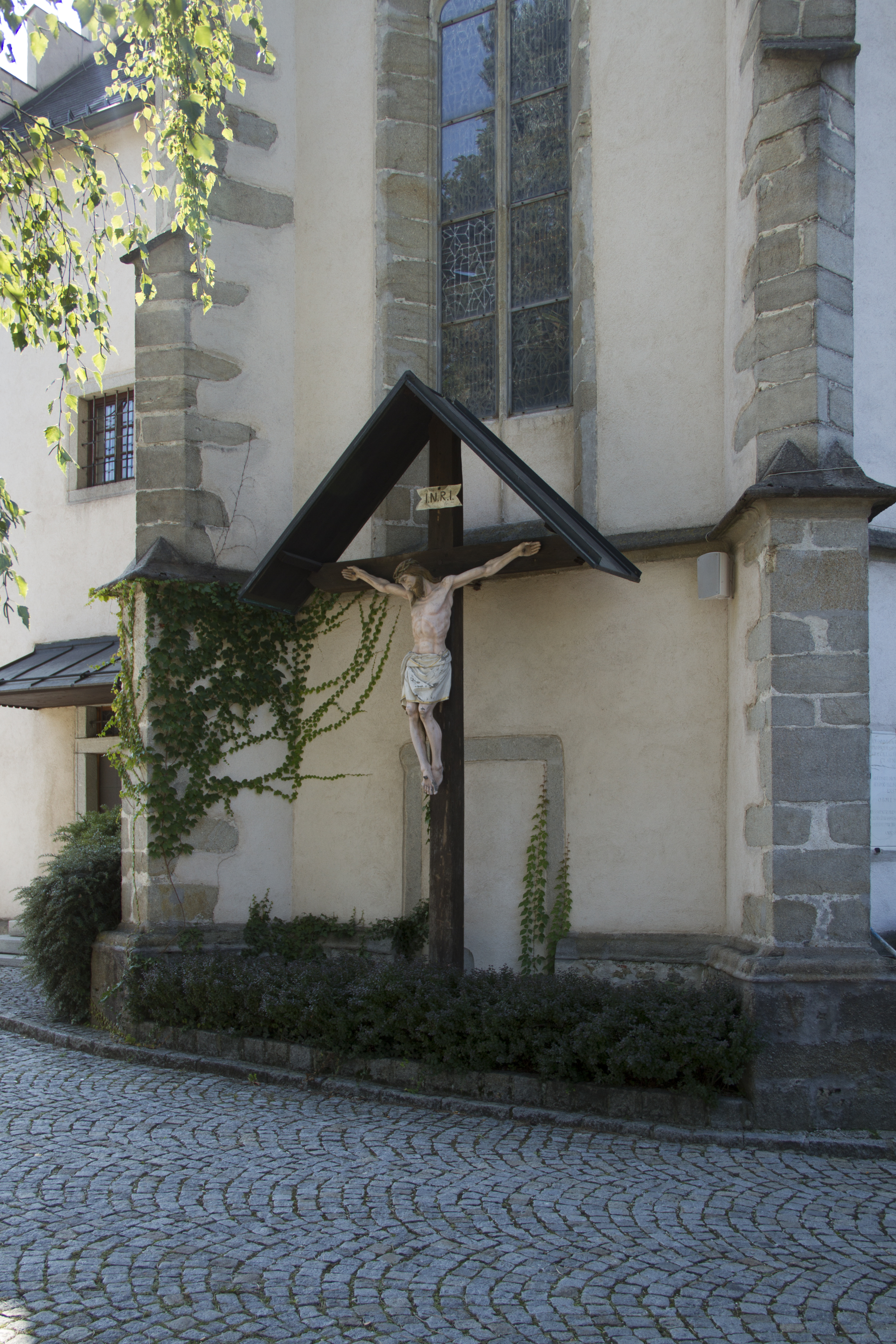
Kruzifix an der Chorseite der Kirche

Die Pfarrkirche Schwertberg befindet sich südlich des Marktplatzes in Schwertberg im Bezirk Perg im oberösterreichischen Mühlviertel und ist den Heiligen Philippus und Jakobus geweiht.
Das spätgotische Kirchengebäude aus dem 15. Jahrhundert war zweischiffig, wurde 1913/1914 auf die heutige Größe und Form erweitert und 1985 innen und außen gründlich renoviert.

## Geographie
Das Kirchengebäude ist die Pfarrkirche der Pfarre Schwertberg, einer römisch-katholischen Pfarre im Dekanat Perg in der Region Mühlviertel in der für das Bundesland Oberösterreich zuständigen österreichischen Diözese Linz in der Kirchenprovinz Wien.
Diese wird innerhalb der kirchlichen Verwaltung mit der Pfarrnummer 4387 geführt und betreut 4.158 Katholiken, die sich im Wesentlichen auf das Gemeindegebiet von Schwertberg verteilen. Überschneidungen von Gemeinde- und Pfarrgrenzen bestehen nach wie vor in Aisthofen.
Die Pfarre ist Teil des Seelsorgeraumes Mauthausen-Schwertberg.
Nachbarpfarren sind die Pfarrkirchen Mauthausen, Naarn, Perg und Allerheiligen im Dekanat Perg und die Pfarren Ried in der Riedmark und Tragwein im Dekanat Pregarten.

## Geschichte

### Geschichte der Pfarre
Das Gebiet von Schwertberg gehörte in kirchlichen Belangen zur bereits 823 urkundlich erwähnten Mutterpfarre Naarn im Bistum Passau.
Am 19. Februar 1357 erklärte Bischof Gottfried von Passau über Ersuchen des Eberhard I. von Kapellen die bisherige Filialkirche zur Pfarrkirche und übergab den Herren von Windegg die Patronatshoheit. Zur Pfarre gehörten der Markt Schwertberg östlich der Aist sowie die Ortschaften Lina, Winden und Windegg.
Von 1559 bis 1626 gab es in der Pfarre Schwertberg keine katholischen Gottesdienste, weil die unter Hannes IV. von Tschernembl vereinigten Herrschaften von Windegg und Schwertberg protestantische Pastoren (Prädikanten) einsetzten. Im Zuge der Gegenreformation, die im Unteren Mühlviertel von Joachim Enzmilner betrieben wurde, erfolgte die Rekatholisierung. Ab 1630 sind authentische Matrikenaufzeichnungen der Pfarre verfügbar.
Durch die von Maria Theresia eingeleiteten Reformen kamen 1775 bis 1777 die Ortschaften Poneggen und Sand von der Pfarre Ried in der Riedmark und Aisthofen von der Pfarre Perg zur Pfarre Schwertberg. Im Zuge der josephinischen Reformen wurden 1785 die Ortschaften Aisting, Doppl und Josefstal von der Pfarre Ried in der Riedmark abgetrennt und nach Schwertberg eingepfarrt und das Pfarrgebiet in der heutigen Form komplettiert.
Erst im Jahr 2002 legte der Eigentümer von Schloss Schwertberg die Patronatshoheit über die Pfarre Schwertberg zurück.

### Geschichte der Kirche
Errichtungszeit und Baustil der Filialkirche in Schwertberg sind nicht mehr bestimmbar.
Um 1500 wurde unter Verwendung eines zweischiffigen Langhauses ein spätgotischer Neubau errichtet. Die beiden Mittelschiffe der Kirche sind gleich hoch. Achteckige Pfeiler tragen ein Kreuzrippengewölbe. Die schmalen Seitenschiffe sind auf Grund des basilikalen Schemas im vorderen Teil wesentlich niedriger. Von der Westwand greift die Empore auf beiden Seiten mit Seitenemporen auf das Langhaus über.
Der Chor hat zwei Joche und einen 3/8 Schluss. An der Chor-Südwand befindet sich eine Platte mit dem Wappen der Tschernembls aus der Zeit vor 1620.
Um 1700 wird die Sakristei gebaut. Die Statue an der Südwand stellt den heiligen Rochus dar und stammt aus dem Jahr 1717.
An der Außenwand der Kirche befinden sich Grabplatten verschiedener Persönlichkeiten, u. a. Daniel Trölß († 1736) sowie Alix von Habsburg-Toskana und deren drei Töchter.
Der Marien-Seitenaltar (rechts) stammt aus 1747 und zeigt Maria mit dem Jesuskind aus dem Jahr 1886 von Engelbert Westreicher. Auf dem Retabel steht links eine Figur von Johannes dem Täufer und rechts vom heiligen Josef.
Der Anna-Altar auf der linken Seite wurde 1750 angekauft. Der Altaraufsatz verfügt über eine Figurennische und wird von Pilastern gerahmt. In der Nische stehen die heilige Anna mit ihrer Tochter Maria, seitlich davon zwei Propheten. Der Anna-Altar ist mit wechselnden Altarbildern bezogen auf das Kirchenjahr ausgestattet.
1777 ließ Josef Graf Gundaker Thürheim neben dem Südosteck der Kirche eine Gruft errichten. Der Bau hat eine große Korbbogen-Arkade und ein Walmdach. Auf die Südwand wurde eine Sonnenuhr aufgemalt. Im Inneren befinden sich ein Kruzifix aus dem Jahr 1730 und mehrere Inschriftplatten von zwischen 1793 und 1909 verstorbenen Personen, darunter Floridus Fromwald (letzter Abt von Stift Waldhausen) und Fürst Andrei Kirillowitsch Rasumowski (russischer Botschafter in Wien).
Das vor dem Anna-Altar stehende Taufbecken mit Johannes dem Täufer wurde 1879 angeschafft.
An der Ostseite der mit Strebepfeilern gestützten Apsis befindet sich ein lebensgroßes Holzkruzifix aus der Zeit nach 1900.
Pfarrer Hiptmair ließ 1913 bis 1914 nach Plänen von DombaumeisterMatthäus Schlager die Pfarrkirche auf der Westseite durch einen dreijochigen Anbau in Kreuzform und einen zweischiffigen Zubau in Fensterhöhe an den Längsseiten vergrößern und den Kirchturm erhöhen.
Die Fenster der Nordwand wurden anlässlich der Kirchenerweiterung von verschiedenen Personen gestiftet und zeigen u. a. die Schlüsselübergabe an Petrus, die Segnung der Kinder durch Jesus, Jesus nach seiner Auferstehung mit den Jüngern in Emmaus sowie den heiligen Sebastian.
An der Chor-Nordwand befindet sich oberhalb der Öffnung zum Turm ein Oratoriumsfenster in neugotischer Form mit drei Bahnen aus dem Jahr 1913/1914.
Der Hochaltar wurde ebenfalls 1913/1914 aus Teilen des barockenHochaltars aus dem Jahr 1774 zusammengesetzt. Über dem kastenförmigen Altartisch befindet sich ein Rokoko-Tabernakel aus dem Jahr 1774, der seitlich von zwei Engeln flankiert wird. Darüber ist ein Relief aus dem Jahr 1683 mit Rocaille-Ornamentik zu sehen. Die beiden Figuren rechts und links des Altartisches stellen die beiden Kirchenpatrone dar.
1924 wurde die Orgel mit zwei Manualen und 15 Registern in einem zweiteiligen Prospekt von Wilhelm Zika (1872–1955) aus Ottensheim erbaut.
An den Emporen sind Kreuzweg-Bilder von Adolf Wutschl aus dem Jahr 1925 angebracht.
Die Fenster an der Südwand wurden in den 1930er-Jahren von Schwertbergern gestiftet und zeigen u. a. Christus vor Kaiphas, die Verleugnung des Petrus, die Stigmatisation des Franz von Assisi.
Eine Sanierung des Gotteshauses und der Altäre erfolgte 1956 bis 1957 unter Pfarrer Karl Landl. Pfarrer Johann Stöllnberger ließ die Kirche unter besonderer Berücksichtigung liturgischer Gegebenheiten generalsanieren. U.a. ließ er den Altarraum heben, die Beichtstühle erneuern, die Kanzel entfernen sowie den Volksaltar und den Ambo aufstellen.

### Sonstiges
- 1689 Carlo Antonio Carlone errichtet die Kalvarienbergkapelle und  Adam Koller, Marktrichter und Besitzer des Bräuhauses, erteilt den Auftrag zum Bau der Kreuzweganlage. Die Kalvarienbergkapelle wurde 1989 zuletzt renoviert. die Kreuzwegkapellen erhielten 1983 von Jakob Kopp geschaffene Bronzeguss-Kreuzwegbilder.
- 1878 Einweihung des neuen Friedhofs. Vor 1803 befand sich der Friedhof rund um die Kirche und bis 1878 am Hang nach der alten Schule.
- 1889 Eröffnung des von Kreuzschwestern geführten Pfarrcaritas-Kindergartens.
- 1950 Weihe von drei neuen Glocken, nur die Sterbeglocke war 1941 in der Pfarrkirche verblieben.
- 1968 Errichtung von Pfarrhof und Pfarrheim mit Pfarrsaal
- 1976 Bau einer Leichenhalle gemeinsam mit der Gemeinde